# وو بانغ قوه
وو بانغ قوه (بالصينية: 吴邦国) هو سياسي صيني وعضو اللجنة الدائمة للمكتب السياسي للجنة المركزية للحزب الشيوعي الصيني ورئيس اللجنة الدائمة للمجلس الوطني لنواب الشعب الصيني العاشر وسكرتير المجموعة الحزبية القيادية به. يشاركه في عضوية اللجنة الدائمة للمكتب السياسي للحزب الشيوعي الصيني ثمانية أعضاء هم: الرئيس الصيني الحالي شى جين بينغ، خه غوه تشيانغ، والعضو لي كه تشيانغ، والعضو تشو يونغ كانغ، والعضو جيا تشينغ لين، والعضو لي تشانغ تشون، والعضو ون جيا باو. وو بانغ قوه من قومية هان ومسقط رأسه فيدونغ في مقاطعة انهوى وولد في يوليو 1941. انضم للحزب الشيوعي الصيني في أبريل 1964 وبدأ العمل في سبتمبر 1966. تخرج من قسم الراديو والإلكترونيات في جامعة تسينغهوا وتخصص في جهاز التفريغ الإلكتروني.

## مناصب
- 1979-1978 نائب مدير شركة شانغهاي للمكونات الإلكترونية.
- 1981-1979 نائب مدير شركة شانغهاي لأجهزة التفريغ الإلكتروني.
- 1983-1981 نائب سكرتير لجنة الحزب لمكتب شانغهاي للعدادات والاتصالات.
- 1985-1983 عضو اللجنة الدائمة للجنة الحزب لبلدية شانغهاي وفى نفس الوقت سكرتير لجنة الحزب للبلدية المسئول عن العلوم والتكنولوجيا.
- 1991-1985 نائب سكرتير لجنة الحزب لبلدية شانغهاي.
- 1992-1991 سكرتير لجنة الحزب لبلدية شانغهاي.
- 1994-1992 عضو المكتب السياسي للجنة المركزية للحزب الشيوعي الصيني وسكرتير اللجنة الحزبية لبلدية شانغهاي.
- 1995-1994 عضو المكتب السياسي للجنة المركزية للحزب وعضو امانة اللجنة المركزية للحزب.
- 1997-1995 عضو المكتب السياسي للجنة المركزية للحزب وعضو امانة اللجنة المركزية للحزب ونائب رئيس مجلس الدولة.
- 1998-1997 عضو المكتب السياسي للجنة المركزية للحزب ونائب رئيس مجلس الدولة.
- 1999-1998 عضو المكتب السياسي للجنة المركزية للحزب ونائب رئيس مجلس الدولة وسكرتير لجنة عمل المشروعات الكبيرة المركزية.
- 2002-1999 عضو المكتب السياسي للجنة المركزية للحزب ونائب رئيس مجلس الدولة وعضو مجلس الدولة وعضو المجموعة القيادية الحزبية به وسكرتير لجنة عمل المشروعات الكبيرة المركزية.
- 2003-2002 عضو اللجنة الدائمة للمكتب السياسي للجنة المركزية للحزب ونائب رئيس مجلس الدولة وعضو المجموعة القيادة الحزبية به وسكرتير لجنة عمل المشروعات الكبيرة المركزية.

## أوسمة
- الحمالة الكبرى للوسام العلوي (2005).